# Гросскопф, Макс
Людвиг Рудольф Макс Гросскопф (нем. Ludwig Rudolf Max Großkopf; 25 апреля 1892, Люббен, Германская империя — 25 апреля 1945, Берлин, нацистская Германия) — немецкий юрист, оберштурмбаннфюрер СС, командир полиции безопасности и СД в Кракове.

## Биография
Макс Гросскопф родился 25 апреля 1892 года в семье мельника. После окончания гимназии с 1911 года изучал экономику и юриспруденцию и позже получил докторскую степень по праву. В качестве добровольца участвовал в Первой мировой войне дослужившись до звания лейтенанта. Он был награждён Железным крестом 2-го класса. После войны работал мельником и получил в наследство мельницу своего отца. С 1926 года был функционером в имперском объединении по производству муки.
В 1933 году поступил на службу в полицию и в том же году возглавил отдел по экономическим, социально-политическим и аграрным вопросам (отдел II E) в берлинском гестапо. 1 мая 1932 года вступил в НСДАП (билет № 1102100). В 1935 году был зачислен в ряды СС (№ 107462), где достиг звания оберштурмбаннфюрера. 
В августе 1940 года в качестве преемника Людвига Хана стал командиром полиции безопасности и СД в Кракове. На этой должности был причастен к осуществлению Холокоста на подконтрольной ему территории. Летом 1943 года поникнул пост, после чего стал начальником гестапо в Граце. С января 1945 года служил офицером связи при Русской освободительной армии под руководством генерала Власова. В апреле 1945 года покончил жизнь самоубийством.